# Tjeerd Hylkema
Tjeerd Oeds Ma Hylke (Tjeerd) Hylkema (Leek, 16 mei 1888 - Zeist, 12 september 1962) was een Nederlandse doopsgezinde predikant. Zijn naam is vooral verbonden met Giethoorn waar een straat naar hem genoemd is. Tevens heeft verschillende publicaties op zijn naam staan en heeft zich ingezet voor verschillende humanitaire zaken.

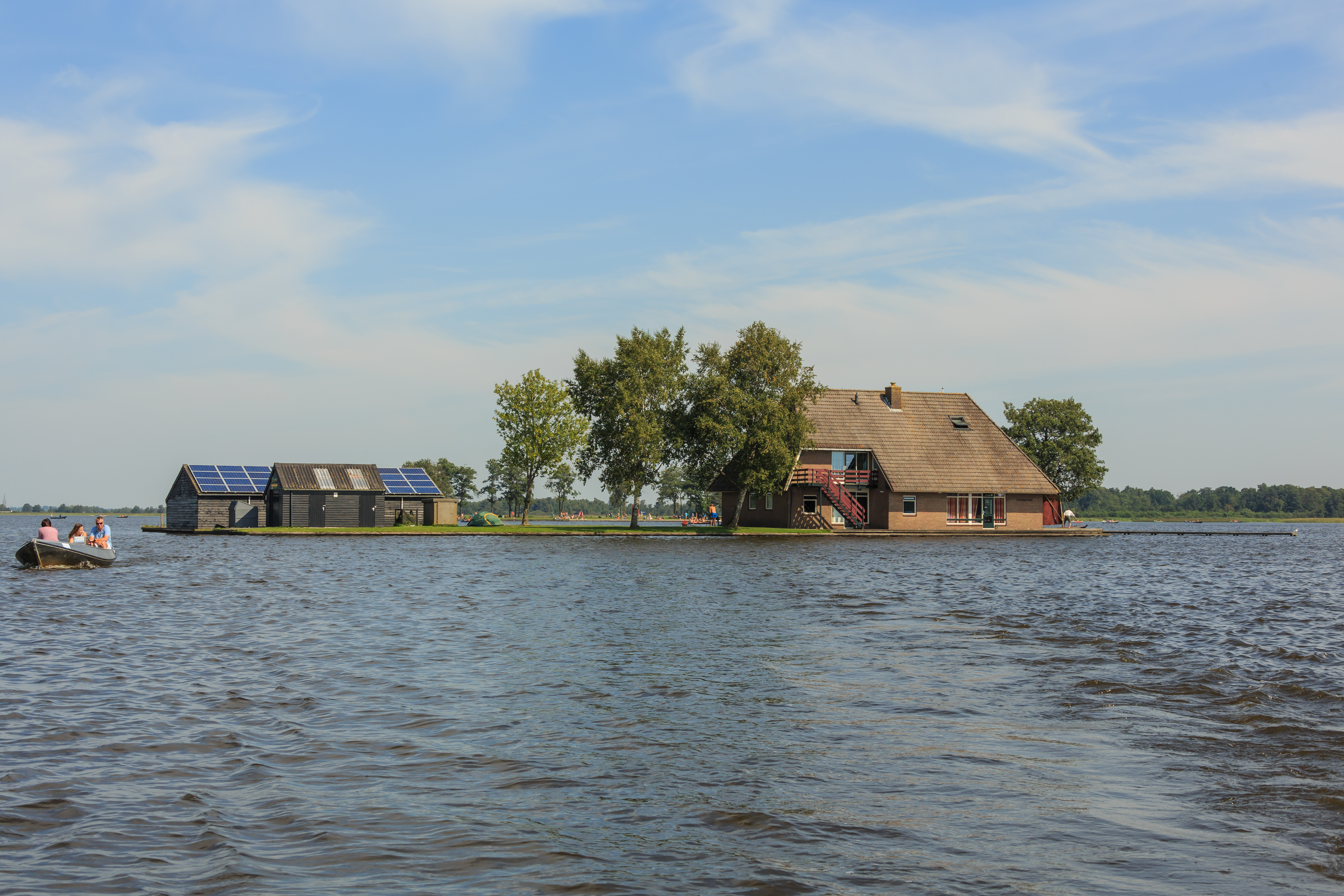
Het Kraggehuis anno 2015

Hij studeerde theologie aan de Universiteit van Amsterdam en aan de doopsgezinde kweekschool. Ook werd hij geïnspireerd door het internationale studiecentrum van de Quakers Woodbrooke. Tijdens zijn predikantschap in Giethoorn van 1912-1929 richtte hij een Rietvlechtfabriek en -school op ter bestrijding van de armoede en om Gieters de gelegenheid te geven in Giethoorn hun broodwinning te realiseren. Een ander initiatief van hem ter bestrijding van de armoede waren kleinschalige ontginningen. Bovendien zette hij zich in voor de oprichting van de boerenleenbank en het Groene kruis in Giethoorn. Voor de opbouw van de doopsgezinde gemeente stichtte hij in Giethoorn de eerste Nederlandse doopsgezinde zondagsschool en nam voor de jongeren mede het initiatief tot twee kampeerhuizen: In 1918 het op een eiland in het Bovenwijde gelegen Kraggehuis en in 1932 aan de rand van hetzelfde meer gelegenheid Samen één. Hij leverde ook een bijdrage aan de muziekcultuur van het dorp onder meer door een zangvereniging op te richten en arrangementen te maken en bovendien het als Gieters volkslied beschouwde "Samen één" te schrijven. In 1929 kwam in de bossen ten noorden van de Woldberg op initiatief van hem Fredeshiem tot stand. Anno 2007 is het een buitengoed, maar het was bedoeld als Fries doopsgezind tehuis hoewel het zich breder ontwikkelde.
Hij nam het initiatief tot stichten van Nederlands Woodbrooke huis te Barchem en de gemeentedagbeweging. Dit om binnen de doopsgezinden gemeenten nieuw elan te wekken.
In 1929 werd hij predikant te Amersfoort en bediende van daaruit ook Baarn en Bilthoven. In 1936 werd hij predikant in Amsterdam en zette zich vanaf 1939 in voor in Duitsland vervolgde Joden.
Ook heeft hij zich ingezet voor doopsgezinde dienstweigeraars door deel te nemen aan de arbeidsgroep, de doopsgezinde vredesgroep en het doopsgezind vredesbureau. In 1949 ging hij met vervroegd emeritaat. In Giethoorn werd in 1952 het Peerdepad omgedoopt tot Hylkemaweg.
Tjeerd Hylkema was getrouwd met Jacoba Adriana van der Breggen, het echtpaar kreeg vier kinderen. Hij overleed op 74-jarige leeftijd.
- Gemeinsame Normdatei: 1055152369
- International Standard Name Identifier: 0000 0003 9770 4647
- Nederlandse Thesaurus van Auteursnamen: 068106564
- Virtual International Authority File: 47131836
- WorldCat: E39PBJpjg79WCcRQX36BKY3hHC